# Bijeljevina Orahovička
Bijeljevina Orahovička is een plaats in de gemeente Orahovica in de Kroatische provincie Virovitica-Podravina. De plaats telt 36 inwoners (2001).